# Antracen
Antracen (podle zásad chemického názvosloví anthracen) je organická sloučenina. Jeho molekulu tvoří tři na sebe vázaná benzenová jádra, patří tudíž mezi polyaromatické uhlovodíky (tzv. areny).

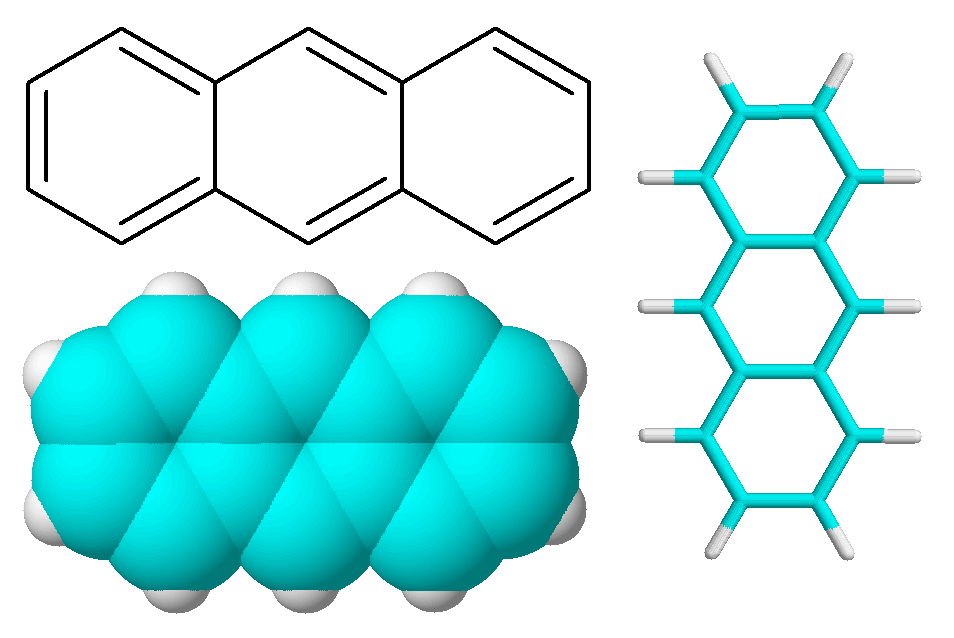
struktura

## Použití
Antracen se používá při výrobě červeného organického barviva alizarinu, ale také k výrobě syntetických vláken a plastů nebo k tisku na textil. Vyrábí se z něj fenanthren, karbazol či anthrachinon. Užívá se jako rozpouštědlo biocidů a součást pesticidů.

## Deriváty antracenu
Existují i tzv. hydroxyderiváty antracenu. Tímto pojmem se označují sloučeniny, které obsahují hydroxylové skupiny (-OH) vázané na molekulu antracenu. Mezi nejznámější patří 1-hydroxyanthracen a 2-hydroxyanthracen. Jsou podobné fenolu.
Je známa také sloučenina, která je tvořena molekulou antracenu a dvěma atomy kyslíku. Tato látka se nazývá 9,10-anthrachinon.

## Historie
Antracen poprvé izolovali z dehtu v roce 1832 Auguste Laurent a Jean Dumas. O 4 roky později Laurent připravil jeho oxidací derivát 9,10-anthrachinon a kyselinu ftalovou.

## Znečištění
Uniká do prostředí např. ve formě odpadních vod z výroby barviv a pesticidů, je produktem nedokonalého spalování uhlí a ropy, ale vyskytuje se i v cigaretovém kouři.

## Zdravotní rizika
Je toxický při vdechnutí, polknutí i při kontaktu s kůží. Může vyvolávat podráždění dýchacích cest, očí a kůže, které se může zhoršit vlivem slunečního světla (fotosenzibilizace). Dlouhodobá expozice může vyvolávat mutace nebo rakovinu (prokázáno zatím u zvířat).

Anthracen není karcinogenní. Přestože existují zkušenosti s pracovníky vystavenými znečištěnému anthracenu, čistý anthracen nemá významný karcinogenní účinek. Je klasifikován jako "není možné ho klasifikovat jako karcinogenní pro člověka" IARC a EPA. Existuje mnoho in vitro a in vivo studií, které prokázaly, že čistý anthracen nemá genotoxické ani karcinogenní účinky. Například perorální aplikace velké dávky čistého anthracenu na myších neměla smrtelný účinek a subkutánní injekce olejového roztoku obsahujícího 20 mg anthracenu u myší vedla pouze k vývoji fibromů.

## Regulace
V lednu 2010 byl Evropskou agenturou pro chemické látky zařazen na kandidátský seznam nebezpečných látek vzbuzujících mimořádné obavy pro autorizaci dle směrnice REACH.